# Johann Christian August Heinroth

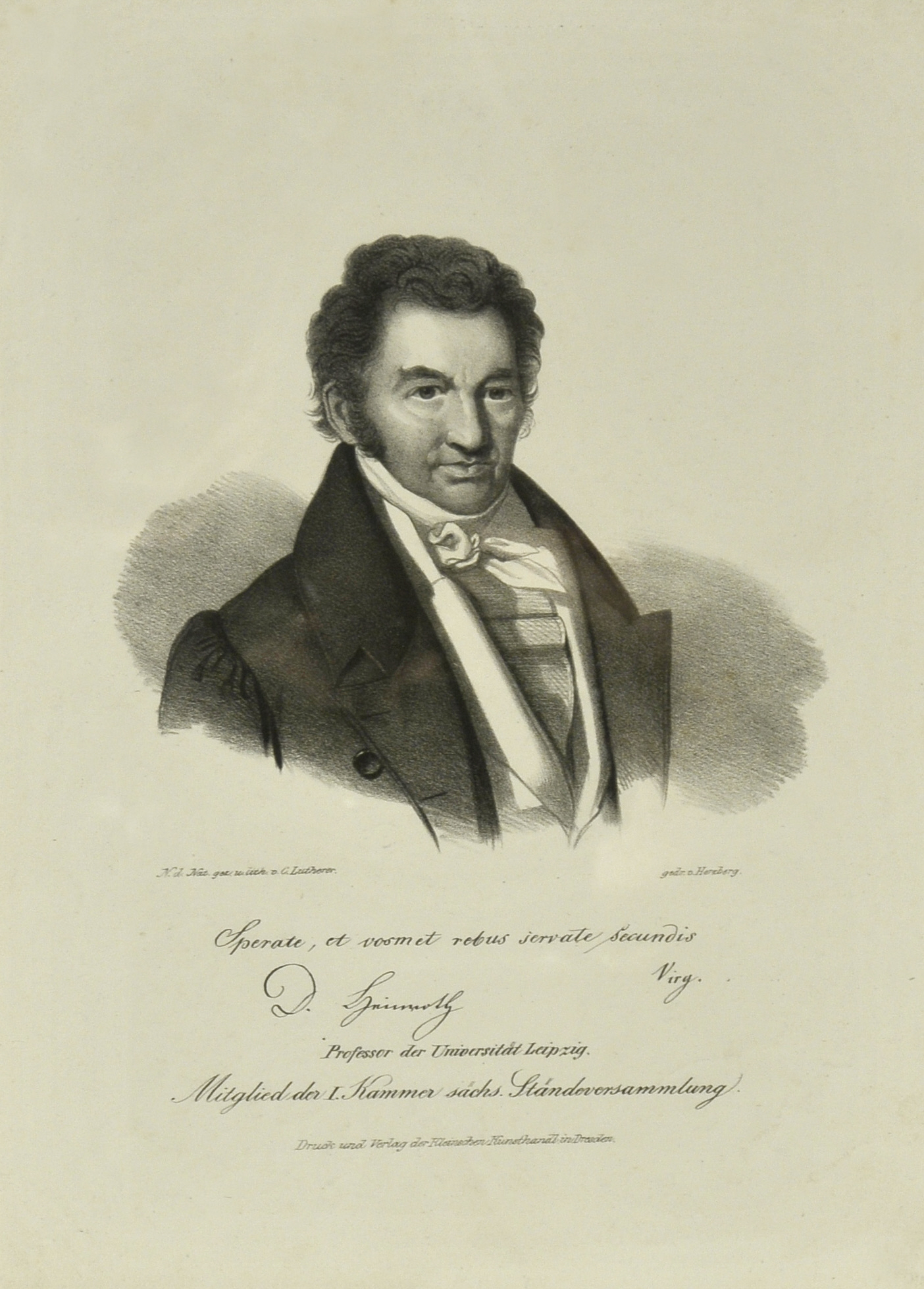
Johann Christian August Heinroth, Lithographie von Carl Lutherer, um 1833

Johann Christian Friedrich August Heinroth (* 17. Januar 1773 in Leipzig; † 26. Oktober 1843 ebenda) war ein deutscher Arzt, Psychiater und Pädagoge. Er wurde 1811 auf den weltweit ersten, in Leipzig geschaffenen Lehrstuhl für „Psychische Therapie“ (Psychiatrie) berufen. Er benutzte auch das Pseudonym Treumund Wellentreter.

## Leben und Werk
Johann Christian August Heinroth war der Sohn eines Chirurgen und studierte von 1791 bis 1797 in Leipzig Medizin und Philosophie, u. a. bei Ernst Platner. Für kurze Zeit studierte er in Erlangen auch Theologie. Nach verschiedenen Tätigkeiten in Leipzig als praktischer Arzt (von 1797 bis 1800) und Sekundarzt am Jacobshospital sowie als Arzt in Militärlazaretten wurde er 1805 promoviert. Er erhielt auf Weisung des sächsischen Königs am 21. Oktober 1811 die außerordentliche Professur für den neu gegründeten Lehrstuhl für „Psychische Therapie“ an der Universität Leipzig, der (als Teillehrstuhl von Justus Radius weitergeführt) bis 1848 bestand. Heinroths Ideen beeinflussten auch die Gründung der „Heil- und Verpflegungsanstalt für Irre beiderlei Geschlechts“ im Schloss Sonnenstein im Jahr 1811.
Von Ostern 1814 bis Weihnachten 1833 war er als Hausarzt am Zucht-, Waisen und Versorgungshaus St. Georg in Leipzig medizinisch-psychiatrisch tätig.
Im Jahr 1827 wurde Heinroth ordentlicher Professor der psychischen Medizin.
Die Ergebnisse seiner Forschungen veröffentlichte er 1818 in dem 2-bändigen Lehrbuch der Störungen des Seelenlebens oder der Seelenstörungen und ihrer Behandlung, das als Gründungsdokument der Psychiatrie als wissenschaftliche Disziplin gilt. Darin vertrat er eine ganzheitliche Auffassung. Er führte den Begriff der „Person“ in die Krankheitslehre ein und sah seelische Störungen in der Regel als Erkrankungen der gesamten Person an. Konsequenterweise sah er in der jeweiligen Lebenseinstellung und Lebensführung einer Person die Grundlage von deren psychischer Erkrankung. Sie müssen grundlegend geändert werden, damit Genesung erreicht und Gesundheit bewahrt werden kann. 1818 schrieb er „Bei den Seelenstörungen ist die Seele unmittelbar erkrankt, und diese Erkrankung hat ihre Quelle in der Sünde“ und vertrat damit Ansichten der romantischen Medizin. Damit es erst gar nicht zur Erkrankung komme, sei es von primärer Bedeutung, in der Kindheit die Weichen für die spätere Lebensführung richtig zu stellen. Heinroth schrieb deshalb „für Eltern, Erzieher und psychische Ärzte“ eine Warnschrift Von den Grundfehlern der Erziehung. Dieser Standpunkt ist als typisch für die Anschauungsrichtung der Psychiker anzusehen. Heinroth ist einer ihrer Hauptvertreter und benutzte 1818 erstmals das Wort „Psychosomatik“. Heinroth, der in seinem Lehrbuch der Anthropologie auf die Denkweise Goethes eingeht, gehörte wie Hufeland und Carus zu den „Arzt-Freunden“ Goethes.
Auf dem Landtag 1833/34 vertrat er zeitweise die Universität Leipzig in der I. Kammer des Sächsischen Landtags an. Am 4. Juni 1834 übernahm er das Mandat von Ernst Heinrich Weber.

## Schriften (Auswahl)
- Lehrbuch der Störungen des Seelenlebens oder der Seelenstörungen und ihrer Behandlung. Vom rationalen Standpunkt aus entworfen. 2 Teile, Vogel, Leipzig 1818.
- Lehrbuch der Anthropologie. Leipzig 1822.
- Lehrbuch der Seelengesundheitskunde. 1823.
- Über die Wahrheit. 1824.
- Anweisung für angehende Irrenärzte zu richtiger Behandlung ihrer Kranken, Vogel, Leipzig 1825.
- System der psychisch-gerichtlichen Medizin. Leipzig 1825.
- Anti-Organon oder das Irrige der Hahnemannischen Lehre im Organon der Heilkunst.Leipzig, C.H.F. Hartmann, 1825. Volltext bei Google Book Search.
- Die Psychologie als Selbsterkenntnißlehre. Friedr. Wilh. Chr. Vogel, Leipzig 1827.
- Von den Grundfehlern der Erziehung und ihren Folgen. Für Eltern, Erzieher, und psychische Ärzte. Leipzig: F. C. W. Vogel 1828.
- Geschichte und Kritik des Mysticismus aller bekannten Völker und Zeiten. Leipzig 1830.
- Grundzüge der Criminal-Psychologie. Berlin 1833.
- Die Lüge. Ein Beitrag zur Sellenkrankheitskunde, für Aerzte, Geistliche, Erzieher u.s.w. 1834.
- Über Erziehung und Selbstbildung. Leipzig: Cnobloch 1837.
- Orthobiotik, oder die Lehre vom richtigen Leben. Leipzig 1839.

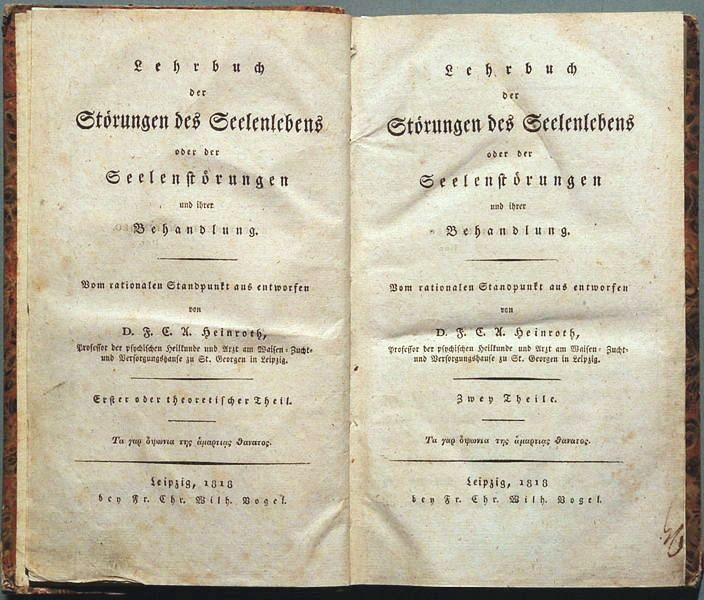
1818
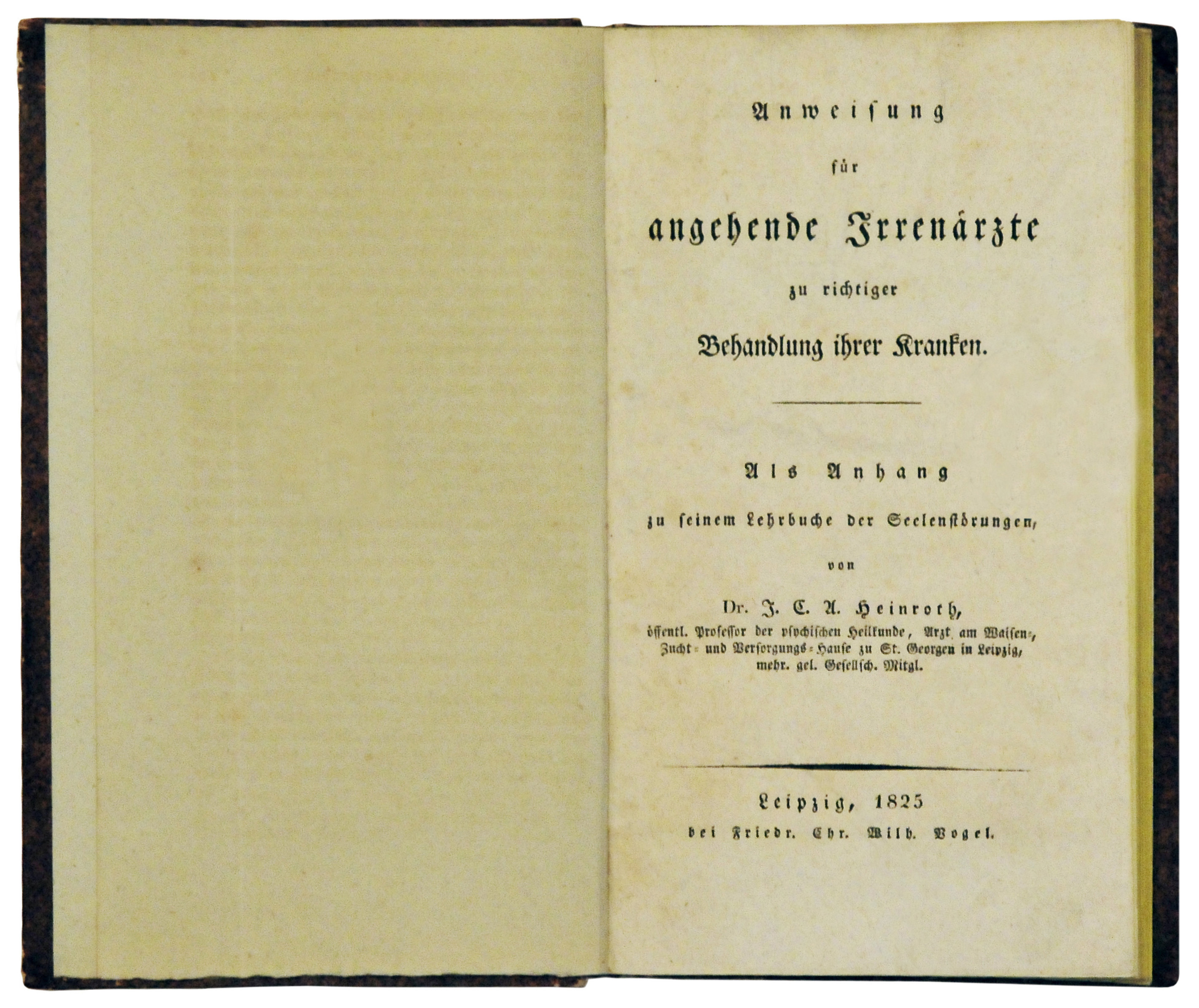
1825
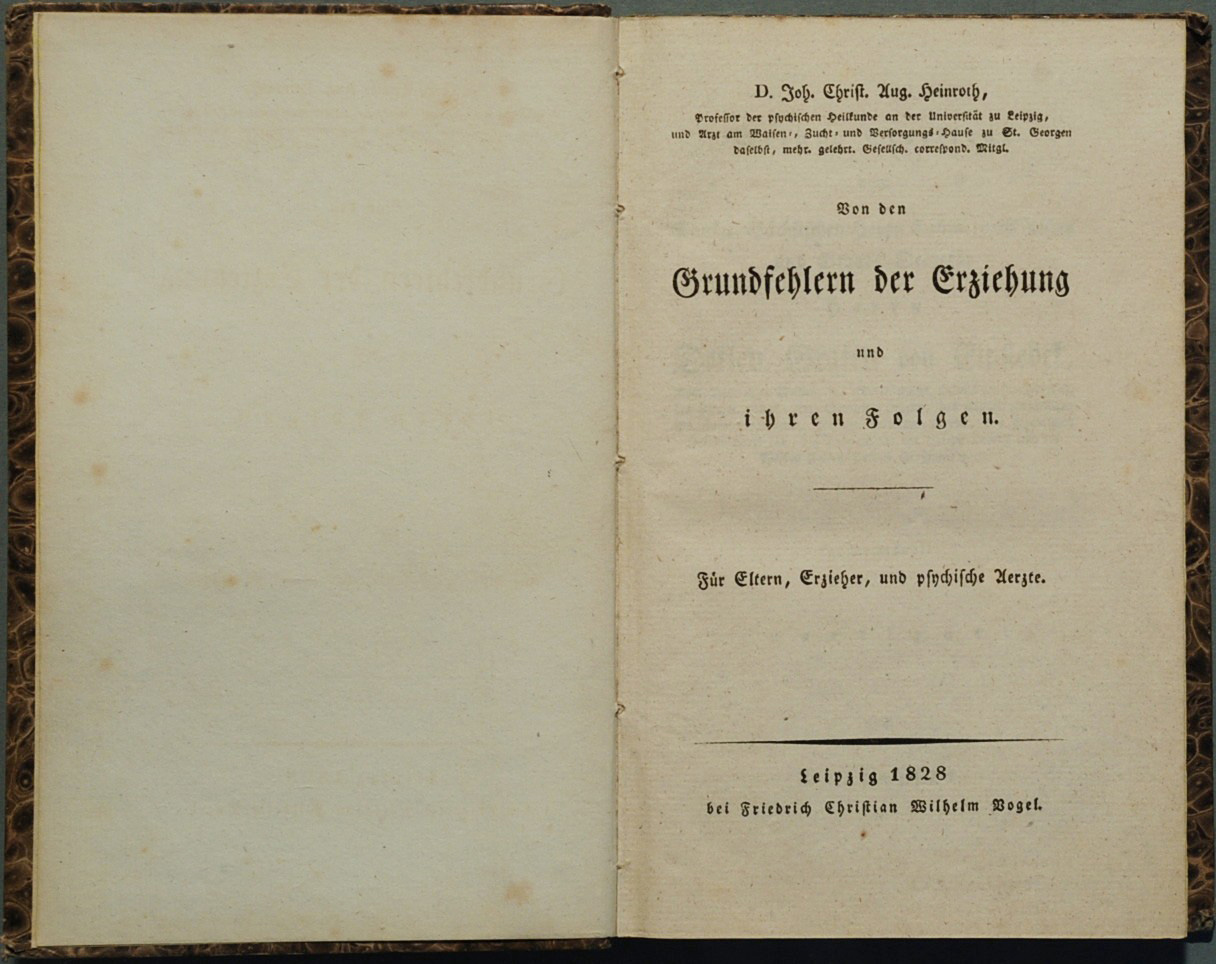
1828